# Сендвич
Сендвич је храна начињена од једног или два парчета хлеба са једним или више слојева намирница. Хлеб се може намазати моцом, маслацем, сенфом или нечим другим како би се појачао укус и структура.
У 21. веку водила се знатна дебата о прецизној дефиницији сендвича, а посебно о томе да ли се хот дог или отворени сендвич могу категорисати као такви. У Сједињеним Државама, Министарство пољопривреде и Управа за храну и лекове су одговорне агенције. USDA користи дефиницију „најмање 35% куваног меса и не више од 50% хлеба“ за затворене сендвиче и „најмање 50% куваног меса“ за отворене сендвиче. У Британији, Британско удружење за сендвиче дефинише сендвич као „било који облик хлеба са пуњењем, који се углавном хлади“, дефиниција која укључује омоте и пециво, али искључује јела састављена и услужена топла, као што су хамбургери.
Сендвичи су популарна врста хране за ручак, која се носи на посао, у школу или на пикник да би се јела као део ручка. Хлеб може бити обичан или премазан зачинима, као што су мајонез или сенф, како би се побољшао његов укус и текстура. Осим што су домаћи, сендвичи се такође широко продају у разним малопродајним објектима и могу се послужити топли или хладни. Постоје слани сендвичи, као што су деликатесни сендвичи са месом, и слатки сендвичи, попут сендвича са путером од кикирикија и желеом.
Сендвич је добио име по свом наводном проналазачу, Џону Монтагу, 4. грофу од Сендвича. The Wall Street Journal описао га је као „највећи допринос Британије гастрономији“.

## Историја
У средњем веку танке кришке храпавог и обично устајалог хлеба су кориштене као тањири. Након обједа, остацима тог хлеба су хранили псе и просјаке или оставили за вечеру. Такав хлеб је био претеча „отвореним“ сендвичима. Директан претходник енглеском сендвичу се појављује у 17. веку у Холандији. Први писани траг енглеске речи sandwich појављује се у дневнику Едварда Гибона у опису „комади хладног меса“. Сендвич је добио име по енглеском аристократи из 18. века Џону Монтијегу, 4. ерл од Сендвича. Мада Лорд Сендвич није имао никакве везе са храном наводно је за време картања волео јести ову храну зато што је истовремено могао да се карта и једе.
Првобитно перципиран као храна коју су мушкарци делили док су се коцкали и пили ноћу, сендвич је полако почео да се појављује у уљудном друштву као касноноћни оброк међу аристократијом. Сендвич је добио име по Џону Монтагу, 4. грофу од Сендвича, енглеском аристократи из осамнаестог века. Уобичајено се каже да би лорд Сендвич, током дугих сесија крибиџа и других карташких игара у јавним коцкарницама, наредио свом собару да му донесе слану говедину између два комада препеченог хлеба. Волео је овај облик хране, јер му је омогућавао да настави да се коцка док једе, без потребе за виљушком и да му се карте не замасте од једења меса голим рукама. Ово јело је од тада постало популарно у Лондону, а име Сендвича је постало повезано са њим. Гласина у свом познатом облику појавила се у Лондресу Пјера-Жана Грослија (Неушател, 1770), преведеном као Турнеја у Лондон 1772; Грослијеви утисци су се формирали током годину дана у Лондону 1765.
Популарност сендвича у Шпанији и Енглеској драматично је порасла током деветнаестог века, када су успон индустријског друштва и радничке класе учинили брзе, преносиве и јефтине оброке неопходним. У Лондону је, на пример, најмање седамдесет уличних продаваца продавало сендвиче са шунком до 1850. године; током те деценије сендвич барови су такође постали важан облик ресторана у западној Холандији, обично служећи сендвиче са јетром и сланом говедином.

## Језик
Према причи, након што је гроф од Сендвича затражио говедину између две кришке хлеба, његови пријатељи су почели да наручују „исто што и сендвич“. Прва писана употреба енглеске речи појавила се у дневнику Едварда Гибона, написана, говорећи о „комадима хладног меса“ као „сендвичу“.
Пре него што је била позната као сендвичи, изгледа да је ова комбинација хране била позната као „хлеб и месо“ или „хлеб и сир“. Ове две фразе се налазе у целој енглеској драми из 16. и 17. века.
У Сједињеним Државама, суд у Бостону, Масачусетс, пресудио је 2006. да сендвич укључује најмање две кришке хлеба и „према овој дефиницији, овај суд сматра да се термин 'сендвич' обично не схвата као буритои, такои и Кесадиље, који се обично праве од једне тортиље и пуњени су одабраним пуњењем од меса, пиринча и пасуља.“ Питање је произашло из питања да ли ресторан који продаје бурито може да се пресели у тржни центар. где је други ресторан у закупу имао клаузулу о забрани конкуренције којом се забрањују друге продавнице „сендвича“.
У Шпанији, где је реч сендвич позајмљена из енглеског језика, се односи на храну направљену од енглеског сендвич хлеба. Иначе је познат као бокадиљо. Слична употреба се примењује и у другим културама у којима се говори шпански, као што је Мексико, где се реч торта такође користи за популарне сендвиче у облику ролнице.
У Великој Британији и Аустралији, термин сендвич је уже дефинисан него у САД: обично се односи на артикал који користи исечен хлеб из векне.
Глагол сендвич има значење „позиционирати било шта између две друге ствари различитог карактера, или наизменично постављати различите елементе“, а именица сендвич има сродна значења изведена из ове општије дефиниције. На пример, сендвич са сладоледом се састоји од слоја сладоледа између два слоја торте или кекса. Слично, креме Орео и Кастард се описују као сендвич бискити (УК/Комонвелт) или сендвич колачи (САД) јер се састоје од меког пуњења између печених слојева. У корпоративним финансијама, холандски сендвич и дупли ирски са холандским сендвичем се односе на шеме за утају пореза.
Реч butty, која се првобитно односила на кришку хлеба намазану путером, је уобичајена у неким северним деловима Енглеске као жаргонски синоним за „сендвич“, посебно за одређене врсте сендвича, укључујући бути са чипсом, бути са сланином или кобасични бути. Сарни је сличан колоквијализам. Sarnie is a similar colloquialism. Слично, реч сангер се користи за сендвич у аустралијском сленгу. Колоквијална шкотска реч piece може се односити или на сендвич или на лагани оброк, посебно онај који укључује сендвич. На пример, фраза џели пис се односи на сендвич са џемом.
Колоквијални облик „sammich“ (алтернативно, „sammidge“) се користи у југоисточним Сједињеним Државама. На јапанском се користи сандо или сандоичи.

## Претходно направљени сендвичи
Сендвичи су се навелико продавали у кафићима, железничким станицама, пабовима и ресторанима од изума нарезаног хлеба 1920-их. Сендвичи који су се држали отпаковани, сушили се и ивице су се увијале, све док нису продате, били су широко распрострањени у Британији све до 1970-их. Кафићи и бифеи на железничким станицама и у возовима били су озлоглашени, а термин „сендвич Британске железнице“ често се сатирично користио.
Године 1979, британски ланац продавница Маркс & Спенсер увео је мали асортиман охлађених, унапред направљених сендвича који се продају у кутијама у облику клина, запечаћеним да би остали свежи. Како су се показали популарним, мали експеримент који је укључивао пет продавница брзо је растао и покрио више од сто продавница. У року од годину дана, продавница је тражила начине за производњу сендвича у индустријском обиму. До краја деценије, британска индустрија сендвича је постала вредна милијарду фунти. Британска индустрија сендвича је 2017. године правила и продавала сендвиче у вредности од 8 милијарди фунти.

## Употреба
У данашње време сендвичи се обично носе на посао, у школу или на излет као део „пакета“ за ручак. Уобичајено је да садрже комбинацију поврћа, меса, сира, и/или неког умака. Широко су распрострањени у ресторанима и кафићима.
Реч „сендвич“ се такође може користити и као глагол у значењу за позиционирање нечега између две ствари.

## Галерија
- Сендвич са џемом и кикирики путером
- Припрема сендвича
- Панини сендвич
- Гурманска пљескавица